# Pennsylvania Museum and School of Industrial Art
Pennsylvania Museum and School of Industrial Art grundades i Philadelphia i Pennsylvania i USA genom ett privilegiebrev av Commonwealth of Pennsylvania den 26 februari 1876, som ett led i avhållandet av International Centennial Exhibition i Philadelphia samma år. Institutionen förlades efter utställningen till utställningens huvudbyggnad Memorial Hall.
The School of Textile Design and Manufacture grundades 1884 och var den första inom sitt område i USA, initierad av det 1882 grundade Philadelphia Textile Association.
Idag är skolan känd som University of the Arts och museet som Philadelphia Museum of Art.
Institutionens förste styrelseordförande var Coleman Sellers II (1827–1907). Den förste rektorn var was Leslie W. Miller (1848-1931).